# Skihalle Neuss
Der Alpenpark Neuss ist ein Aktiv-Freizeitpark am Rand der Stadt Neuss in Nordrhein-Westfalen.
Die 2001 eröffnete Skihalle des Freizeitparks war die erste derartige Einrichtung in Deutschland und bildet das Herzstück des Alpenpark Neuss. Sie wird jährlich von mehr als 1 Million Menschen besucht. Zum Alpenpark gehören neben den Wintersportanlagen u. a. diverse Gastronomie, ein Hotel, ein Kletterpark, zwei Almgolf-  und ein FunFußball Parcours.
Die Halle mit den dazugehörigen Anlagen wird vom Unternehmen allrounder mountain resort gmbh & co. kg aus Neuss betrieben. Namenssponsor der Skihalle war von 2004 bis 2018 die Jever-Brauerei; während dieser Zeit hieß die Skihalle offiziell Jever Fun Skihalle Neuss.

## Lage
Die Halle liegt am südwestlichen Rand der Stadt Neuss auf dem ehemaligen Gelände der Mülldeponie Neuss-Grefrath. Das Gelände gehört zum Bezirk des Neusser Stadtteils Grefrath. Unmittelbar südlich an der Halle läuft die A46 vorbei, die ein kurzes Stück weiter östlich, am Autobahnkreuz Neuss-West, auf die A57 trifft. Auf der gegenüberliegenden Seite der A46, die hier die Stadtbezirksgrenze bildet, liegt Holzheim mit den Wohnplätzen Löveling und Kreitz sowie dem Kloster Kreitz. Östlich der Halle liegen der Westpark und die Kleingartenkolonie Novesia.

## Geschichte
Im Jahr 1998 fassten die Unternehmer Johannes Janz und August Pollen, die in Mönchengladbach die Agentur Allrounder für Wintersportreisen und -veranstaltungen betrieben, den Plan zum Bau einer Skihalle im Ballungsraum Rhein-Ruhr. Nachdem in Neuss ein geeigneter Standort gefunden und die Finanzierung mit dem Einstieg der Vibro-Beteiligungsgesellschaft gesichert war, begann der Bau im Jahr 2000. Die Ausführung übernahm eine ARGE aus der Dywidag und der Heilit + Woerner Bau AG. Die Stahlbaukonstruktion wurde an Donges Stahlbau aus Darmstadt untervergeben.
Eine besondere Herausforderung für die Planung und Errichtung stellte der Baugrund dar: Da der obere Teil der Halle auf dem Deponiekörper einer relativ jungen, ehemaligen Hausmülldeponie errichtet wurde, war mit erheblichen Setzungen zu rechnen. Dem musste durch eine flexible Stahlkonstruktion auf Stelzen und eine genaue Überwachung der Bewegungen Rechnung getragen werden.
Nach einer Bauzeit von 9 Monaten wurde die Halle Anfang 2001 fertiggestellt. Mit der Eröffnung am 3. Januar 2001 kam die Skihalle in Neuss einem fast zeitgleich errichteten Konkurrenzprojekt, dem Alpincenter Bottrop, um wenige Tage zuvor und wurde so zur ersten Skihalle Deutschlands.
Ab 2007 wurde über eine Erweiterung der Halle durch eine Skilanglauf-Strecke nachgedacht. Diese Pläne wurden aber bisher nicht umgesetzt.
2011 wurde ein Anbau mit einer kleineren Nebenpiste ergänzt, und im selben Jahr wurde auch das Tagungs- und Sporthotel Fire & Ice eröffnet.
Im Frühjahr 2009 kam als weitere Attraktion bei der Skihalle der „SalzburgerLand“ Kletterpark Neuss und eine Kletterwand hinzu. Letztere ist derzeit nicht in Benutzung.
Von Sommer 2014 bis 2016 gab es eine Bogenschießanlage.
Die erste Almgolfanlage („MasterCourse“) wurde im Frühjahr 2015 eröffnet. Im darauffolgenden Jahr folgte der kleinere „FunCourse“. Im Sommer 2017 wurden die Attraktionen um eine FunFußball-Anlage ergänzt.
Seit Oktober 2018 kommuniziert der Park unter der Dachmarke „Alpenpark Neuss“, um die Weiterentwicklung der ersten Skihalle Deutschlands zum ganzjährig geöffneten Freizeitpark deutlich zu machen.

## Ausstattung und Aktivitäten
Der höchste Punkt der Skipiste in der Halle liegt bei 110 Metern über dem Meeresspiegel, die Hauptpiste hat eine Länge von 300 Metern und eine Breite von bis zu 60 Metern. Das Gefälle der Piste beträgt im oberen Bereich bis zu 28 %. Neben der Hauptpiste existiert in einem Anbau eine kleinere, 100 Meter lange und bis zu 40 Meter breite Nebenpiste für Anfänger und Kinder sowie zwei Rodelbahnen. Die Halle verfügt über einen Vierer-Sessellift, zwei Schlepplifte und vier Laufbänder mit einer Gesamtkapazität von bis zu 5000 Personen pro Stunde. Zwölf unter der Hallendecke installierte Schneekanonen berieseln nachts die Pisten mit Kunstschnee.
Zum Ski- und Rodelbetrieb, der das ganze Jahr läuft, werden von der hauseigenen Skischule Ski- und Snowboard-Kurse für Anfänger angeboten. In der Gastronomie der Halle finden regelmäßig Partys (oft nach Art des „Après-Ski“) und anderes Rahmenprogramm statt. Im Eingangsbereich bietet ein Shop Sportausrüstung zum Kauf an. Das Hotel verfügt über Räume für Tagungen, Seminare u. ä. Im Außenbereich existiert ein Hochseilgarten, zwei Almgolfanlagen, eine FunFußballanlage sowie ein Biergarten. Nach Angaben von Allrounder handelt es sich bei dem Kletterpark um einen der größten freistehenden Hochseilgärten in Deutschland.
Allrounder war Mitveranstalter des bis 2011/2012 abgehaltenen FIS-Weltcup der Skilangläufer in Düsseldorf und lieferte von der Skihalle aus 3000–4000 m³ Schnee für die Präparation der Strecke.